# Reflexo aquileu
Reflexo aquileu é um reflexo que ocorre quando o tendão de Aquiles (também conhecido como tendão calcâneo) é percutido enquanto o pé está em flexão plantar. Um resultado positivo ocorre quando o pé se move em direção à sua superfície dorsal.
O reflexo checa se as raízes nervosas S1 e S2 estão intactas e pode ser indicativo de patologia do nervo isquiático. Geralmente é retardado no hipotireoidismo. O reflexo geralmente está ausente em hérnias de disco no nível L5-S1. Sua redução também pode representar neuropatia periférica.